# Estación de Atenas
La estación de central de Atenas es la estación central ferroviaria de la capital de Grecia. Se encuentra en el céntrico barrio de Kolonos. Resultó de la fusión de dos terminales de trenes de la ciudad, la estación de Larissa de las líneas de tren hacia el centro y el norte de Grecia, y de la estación de la línea ferroviaria que une Atenas con la península meridional del Peloponeso de Peloponeso. La estación es todavía coloquialmente conocida como "Larissa estación", que es también el nombre de una estación de Metro.

## Servicios

### Interurbanos
| << cabecera | < estación | línea                 | estación > | cabecera >>  |
| ----------- | ---------- | --------------------- | ---------- | ------------ |
| terminal    | terminal   | Atenas - Thessaloniki | SKA        | Thessaloniki |

### Proastiakós
| << cabecera | < estación | línea                        | estación >      | cabecera >>        |
| ----------- | ---------- | ---------------------------- | --------------- | ------------------ |
| Piraeus     | Rouf       | Piraeus - Chalkis/Ano Liosia | Agioi Anargyroi | Chalkis/Ano Liosia |

### Metro de Atenas
| << cabecera | < estación | línea   | estación >   | cabecera >> |
| ----------- | ---------- | ------- | ------------ | ----------- |
| Anthoupoli  | Attiki     | Línea 2 | Metaxourgeio | Elliniko    |

- Datos: Q3560693
- Multimedia: Athens Larissa Station / Q3560693